# Göhren-Döhlen
Göhren-Döhlen è un comune tedesco soppresso, il cui territorio è stato unito il 1º dicembre 2011 al comune di Auma-Weidatal, in Turingia.